# Hagane no Tamashii
Hagane no Tamashii é uma canção de Hironobu Kageyama e Ichiro Mizuki lançada em single homônimo pela First Smile Entertainment em 18 de março de 1998.

## Produção
A faixa-título foi produzida para ser a abertura do jogo de Nintendo 64 Super Robot Spirits. Já o lado B foi usado em um comercial para a Yoyogi Animation Academy.
A composição das faixas do single ficaram com Chumei Watanabe, que além de ser extenso currículo em trilhas de animes e séries de tokusatsu, tem alguns de seus trabalhos bastante conhecidos pelo público brasileiro, como nas trilhas sonoras de Uchuu Keiji Gyaban, Sharivan, Uchuu Keiji Shaider, Spielvan, Jiban e Jaspion.
As letras do lado A ficaram com You Nakano, colaborador frequente de Mizuki e com vários trabalhos para obras com mechas. A canção foi arranjada por Hidetoshi Suzuki, músico de longa carreira no cenário de músicas de animes, tendo até trabalhado na trilha sonora de Yu Yu Hakusho.
O criador da franquia Mazinger, Go Nagai, escreveu a letra do lado B, que foi arranjada por Kazuo Nobuta, que trabalhou na trilha sonora de inúmeros animes e faz parte da banda Blue Jeans.

## Legado
A faixa "Hagane no Tamashii" foi incluída na coletânea Super Robot Taisen Original Generation ~15th Anniversary Song Collection~, que celebra músicas do gênero mecha.
A faixa "Mazinkaiser no Ballad" foi incluída no álbum Mazinger Densetsu, uma coletânea comemorativa de músicas da franquia Mazinger.

## Faixas
| N.º            | Título                                                          | Letras         | Música          | Arranjo          | Duração |  |
| 1.             | "Hagane no Tamashii" (vocal: Hironobu Kageyama e Ichiro Mizuki) | You Nakano     | Chumei Watanabe | Hidetoshi Suzuki | 4:35    |  |
| 2.             | "Mazinkaiser no Ballad" (vocal: Ichiro Mizuki)                  | Go Nagai       | C. Watanabe     | Kazuo Nobuta     | 4:45    |  |
| 3.             | "Hagane no Tamashii (Original Karaoke)"                         | instrumental   | C. Watanabe     | H. Suzuki        | 4:35    |  |
| 4.             | "Mazinkaiser no Ballad (Original Karaoke)"                      | instrumental   | C. Watanabe     | K. Nobuta        | 4:42    |  |
| Duração total: | Duração total:                                                  | Duração total: | Duração total:  | Duração total:   | 14:58   |  |